# Mycaranthes forbesiana
Mycaranthes forbesiana är en orkidéart som först beskrevs av Friedrich Fritz Wilhelm Ludwig Kraenzlin, och fick sitt nu gällande namn av Stephan Rauschert. Mycaranthes forbesiana ingår i släktet Mycaranthes och familjen orkidéer. Inga underarter finns listade i Catalogue of Life.